# William Brace
William Brace est un syndicaliste et homme politique gallois né le 23 septembre 1865 à Risca (en) et mort le 12 octobre 1947 à Newport. Il est le premier vice-président de la South Wales Miners' Federation (en), de 1898 à 1912, puis son deuxième président, de 1912 à 1920. Il siège aussi comme député à la Chambre des communes de 1906 à 1920.

## Biographie

### Origines
William Thomas Moon naît le 23 septembre 1865 à Risca (en), dans le Monmouthshire. Sa mère, Ann Moses, s'est remariée en 1864 avec Thomas Jones Moon après que son premier mari, Mark Brace, est mort dans une explosion en 1860. Elle reprend ultérieurement le nom de Brace, tout comme son fils. Le jeune William quitte l'école à l'âge de douze ans et devient mineur, comme son père et son beau-père avant lui. Il travaille dans les houillères de Risca, Celynnen et Abercarn.

### Carrière syndicale
En 1890, Brace est nommé à la tête de la branche locale de la Miners' Federation of Great Britain (en). Bien que le Monmouthshire ne soit pas un centre important de production houillère, l'énergie et les talents d'orateur de Brace font de la région un foyer de la lutte syndicale. Il s'oppose avec véhémence au système d'échelle mobile promu par William Abraham (Mabon) indexant les salaires des mineurs sur le prix du charbon. Leur opposition est si violente qu'Abraham finit par intenter un procès en diffamation à Brace, qu'il remporte.
L'échec de la grève de 1898 (en) face à l'intransigeance des propriétaires miniers finit par rapprocher Brace et Mabon, qui abandonne sa défense de l'échelle mobile. La même année, un nouveau syndicat est fondé pour rassembler tous les mineurs des Galles du Sud, la South Wales Miners' Federation (en). Mabon en devient le premier président et Brace, le premier vice-président. Ils obtiennent son affiliation à la Miners' Federation of Great Britain (en) l'année suivante.
Brace succède à Mabon à la tête de la SWMF en 1912, mais il est alors considéré comme trop timoré par une nouvelle génération de syndicalistes comme Noah Ablett, A. J. Cook (en) ou S. O. Davies. Son rejet de leurs revendications radicales contribue à sa décision de démissionner de la présidence en 1920,.

### Carrière politique
Brace se présente aux élections générales de 1906 dans la circonscription de South Glamorganshire (en) sous l'étiquette libérale-travailliste (en) (« Lib-Lab »). Il bat le député sortant conservateur Windham Wyndham-Quin et représente le South Glamorganshire jusqu'à l'abolition de cette circonscription en 1918.
Pendant la Première Guerre mondiale, il est sous-secrétaire d'État à l'Intérieur (en) au sein du gouvernement d'union nationale (en) dirigé par son compatriote David Lloyd George. Lorsque le Parti travailliste quitte la coalition, à la fin du conflit, Brace démissionne lui aussi du gouvernement.
En 1918, Brace est réélu député sans opposition dans la nouvelle circonscription d'Abertillery (en). Il démissionne du Parlement deux ans plus tard pour devenir conseiller du travail auprès du ministère chargé des affaires minières.

### Vie privée
Fervent baptiste (en), William Brace se marie le 4 mai 1887 à Newport avec Rachel Russell (1863-1888). Ils ont une fille. Veuf, il se remarie le 3 juin 1891, toujours à Newport, avec Ellen Humphreys. Ils ont deux fils, dont le cadet, Ivor Brace (en), fait carrière dans le droit.
Ayant pris sa retraite de la fonction publique en 1927, Brace meurt le 12 octobre 1947 à l'âge de quatre-vingt-deux ans des suites d'une longue maladie dans sa résidence à Allt-yr-yn, un quartier de Newport.